# Calliphora arta
Calliphora arta este o specie de muște din genul Calliphora, familia Calliphoridae, descrisă de Hall în anul 1948. Conform Catalogue of Life specia Calliphora arta nu are subspecii cunoscute.